# ラッキー・ブレイク
『ラッキー・ブレイク』は、平つくねによる日本の4コマ漫画作品。芳文社の月刊雑誌『まんがタイムきららキャラット』で2009年11月号から2014年3月号にかけて連載された。

## あらすじ
星光芸術大学デザイン学部VDC学科に通っていた野々川陸は、父親の会社が倒産したことにより大学を中退することになる。そんな中、バイト先で出会った女社長に誘われ、デザイン会社「フジサワ産業」で働くことになる。

## 登場人物

### 主要キャラ
野々川 陸（ののかわ りく）
通称「りく」
仕事に燃える新人デザイナー。
本作の主人公。1989年10月1日生まれ。高校卒業までは髪は長くのばしていたが、「大学デビュー」として茶髪のショートヘアを後ろで束ねるようになった。
先述のように美術大学のデザイン学部に通いデザイナーを目指していたが、父親の会社が倒産したことにより突然大学を去ることになる。その後バイト先のバーで紙コースターの裏に描いていたイラストがフジサワ産業の社長に気に入られ入社、企画部に配属される。
思ったことは口に出し、思い立ったら行動する猪突猛進な性格。また、天然な一面もあり、「動きやすいから」との理由で工場での検品をブルマ姿で行うこともあった。
ハンドルを握ると性格が変わる。
甲殻類アレルギーがある。また、水虫を患っていた時期がある。
バーテンダーのアルバイトをしていたが、実際の年齢は入社時で19歳であり、バーで働いていた時は書類を偽装して年齢を誤魔化していた。
通勤の際は、阪急宝塚本線の豊中駅を利用している。
『大阪府立なんば中学校』『大阪府立梅田高校』出身である。実在する大阪市立難波中学校と大阪府立大手前高等学校（旧梅田高等女学校）との関係は不明。
幼少期から実家は貧しかった模様。姉とシスコンの弟がいる。
船坂 智恵子（ふなさか ちえこ）
通称「ちゃこ」
陸のライバル。美人デザイナー。
22歳。髪型はウェーブのかかった金髪のロングヘア。貧乳。入社2年目にして社内での彼女への信頼は厚く、企画部でありながら営業の付添いも行う。
陸曰くツンデレであり、当初は新人である陸の才能に嫉妬し、厳しい態度をとっていた。
しかしのちに、ある出来事で自らの行いを反省し、依然陸をライバル視しながらも、困っている時には先輩としてアドバイスを投げかけたりするようになった。
幽霊等のオカルト的なものが極端に苦手であり、その類の話になると途端に弱気になってしまう。
陸の通っていた星光芸術大学を目指していた。
蕎麦アレルギー持ち。嫌煙家でもある。
生田 桃華（いくた ももか）
通称「いっくん」
のほほん系。ベテランデザイナー。
28歳。社内で唯一関西弁を話す。また、特徴としてセリフや周囲に常に花のようなものが飛交っている。
陸、智恵子らと同様に企画部所属で、仕事が立て込んでいる智恵子の代わりに陸の育成係を任される。
自身の年齢を非常に気にしており、本人の前でその話をすることはタブー視されている。
容姿や言動は幼く、ダイエットやヘアスタイルなどの流行モノには敏感で、恋愛話が大好き。3年間同じ相手を片想いし続けた経験があるなど純情な乙女の部分も持ち合わせている。
恋愛対象については本人曰く「同性はお断り」らしいが、岸本夏実に対しては並々ならぬ想いを寄せている。
出井 雪吹（でい ゆぶき）
通称「デイちゃん」
物静かな不思議デザイナー。
髪型は黒髪のボブカット。
入社当初は派遣社員であったが、正社員になり企画部に配属される。
口数が少なくポーカーフェイスなため陸に「予想できない人」と評される。ドSな一面があり、時としてイタズラや言葉責めを嬉々として行う。
乗り物酔いしやすい体質のため会社へは自転車で片道1時間かけて通勤している。
ミステリアスな雰囲気を漂わせており、滅多なことでは動じないが、陸に水着姿を「かわいい」と言われた際には激しく取り乱すなどウブな側面もあった。
ペットに蜘蛛を飼っている。
岸本 夏実（きしもと なつみ）
通称「キシモン」
陸のよき相談相手。派遣社員。
日焼けした褐色の肌で長身、男言葉を使うフジサワ産業きっての姉御肌。管理部所属。
桃華と共に新人の陸のサポートにあたることになる。趣味はサーフィン。
桃華を「ババア」呼ばわりするなど、言動はかなり荒っぽいが、面倒見が良く、誰とでも分け隔てなく接することができる。
その男勝りな性格に反して男性が大の苦手。喫煙家であり作中度々タバコを咥えている。
金 敬子（きん けいこ）
通称「キンさん」
年齢不詳の中国人。遅刻魔。管理部所属。
赤井 のぞむ（あかい のぞむ）
通称「赤井さん」
社内事情に目を光らせる怖い人。社長を敬愛している。経理部所属。
社長
フジサワ産業のやり手経営家。陸を引き抜いた張本人。

### その他の登場人物
BOSS
陸の直接の上司で課長。
「BOSS」と書かれたニット帽を深くかぶり、無精髭を生やし、口数も少ないことから陸から怖がられている。
口数が少ないのはあがり症のためである。
ヘビースモーカーらしく、普段作業は喫煙室で行っている。
かまぼこ
陸が古い生地を繋ぎ合せて作ったぬいぐるみ。
陸が幼少の頃、その当時流行っていた『クーマ』というキャラクターを真似てぬいぐるみ屋に通いながら作ったもの。あまりに完成度が高かったため、万引きと間違われたほどの出来だった。
コミック1巻の描き下ろしでは意志を持っているように描かれている。セクシャリティは男性。一人称は「オレ」。彼自身は自分の名前は『クーマ』であり、実物の『クーマ』よりイケメンだと自覚している。
陸は彼をカバンに入れて持ち歩いたり、デスクに置いていたり、出張先に連れて行くなど常に側に置いている。陸はいつか「良い生地でこの子の嫁を作ってあげたい」と考えている。

## 舞台
物語は基本的に、大阪府にあるフジサワ産業での彼女たちの仕事内容やあるいは日常風景を描いていく。フジサワ産業の主な業務内容は企画デザインとOEM生産、つまり各メーカーの商品の企画立案から納品までを行っている。社内規則として「9時以降の出勤は遅刻」「遅刻三回で有休一回減」等がある模様。
初任給は陸の場合25万円。
取引先のメーカーは作中では具体的に描かれているものは少ないが、少なくともカバンメーカー、ゴルフメーカーがある模様。兵庫県豊岡市に自社工場があるほか、中国・韓国・ベトナムに取引先の生産工場がある。

## 書誌情報等

### 単行本
- 平つくね 『ラッキー・ブレイク』 芳文社 〈まんがタイムKRコミックス〉、全3巻
  1. 第1巻（2011年3月26日発売 2011年4月10日初版発行） ISBN 978-4-8322-4012-4
  2. 第2巻（2012年6月27日発売 2012年7月12日初版発行） ISBN 978-4-8322-4163-3
  3. 第3巻（2014年3月27日発売 2014年4月11日初版発行） ISBN 978-4-8322-4421-4